# Garry Lake
Garry Lake (zwany także w l.mn. Garry Lakes) – jezioro w północnej Kanadzie (Terytoria Północno-Zachodnie) na terytorium Nunavut. Jezioro jest położone na kole podbiegunowym. Jego powierzchnia wynosi 2,538 km² (980 mil²).